# Häggenås distrikt
Häggenås distrikt är ett distrikt i Östersunds kommun och Jämtlands län. Distriktet ligger omkring Häggenås i mellersta Jämtland. 

## Tidigare administrativ tillhörighet
Distriktet inrättades 2016 och utgörs av Häggenås socken i Östersunds kommun.
Området motsvarar den omfattning Häggenås församling hade 1999/2000.

## Tätorter och småorter
I Häggenås distrikt finns en tätort och två småorter.

### Tätorter
- Häggenås

### Småorter
- Norderåsen
- Österåsen